# Mankurt
Mankurt (em turcomeno: Mankurt; em russo: Манкурт) é um filme de drama turcomeno de 1990. Foi escrito por Mariya Urmatova, baseado na história de um livro do russo Chinghiz Aitmatov, e dirigido por Hojaguly Narlyýew, sendo esta a última obra cinematográfica do cineasta. No elenco do filme, se encontram atores turcos e turcomenos: Tarık Tarcan, Yılmaz Duru, Maýa-Gözel Aýmedowa, Hojadurdy Narliýew e Maýsa Almazowa.

## Enredo
Mankurt conta a história de um turcomeno que luta pela defesa de sua terra natal após ela ser invadida por outros povos. No entanto, o homem é capturado, torturado e levado para uma sessão de lavagem cerebral para que ele possa se render aos conquistadores, servindo a eles seu trabalho braçal. O homem se torna tão manipulado pelos escravizadores que assassina sua mãe, quando ela tenta resgatá-lo do cativeiro em que está preso.

## Produção
O filme foi completamento filmado na Síria e na Turquia, representando um trabalho turco-soviético no cinema asiático. A história é baseada no conto O Dia Dura Mais de Cem Anos (И дольше века длится день), do romancista Chinghiz Aitmatov; texto filosófico o qual fala sobre o que pode acontecer com uma pessoa que se esquece de sua pátria, de seu idioma e de sua cultura. A lenda turca faz menção à maneira cruel de se escravizar um indivíduo: quando cativado na esperança, ele deixa de lado seus elementos identitários e foca nas atividades básicas, instintivas, tornando-se, assim, um escravo "ideal" e obediente.
O roteiro, conforme idealizado, passou pelas mãos do cineasta Hojaguly Narlyýew, que encerraria sua carreira no cinema com Mankurt. Ele, portanto, ficou responsável pela seleção de elenco e caracterização das personagens e do cenário. Narlyýew conseguiu investimento do governo da União Soviética, que já estava em declínio e finalizou o filme com parceria executiva das empresas Turkmenia Studios e Tugra Film, totalizando oitenta e seis minutos.

## Elenco
Mankurt foi composto pelos seguintes atores:
| - Maya-Gozel Aimedova - Nurberdy Allaberdyyev - Maysa Almazova - Baba Annanov - Kerim Annanov - Yılmaz Duru - Altyn Khodzhayeva | - Khommat Mullyk - Khodzha Durdy Narliyev - Takhyr Narliyev - Mergen Niyazov - Maya Nuryagdyyeva - Sapar Odayev - Tarık Tarcan |